# 光之美少女
《光之美少女》（ふたりはプリキュア）是由東映動畫所製作的電視動畫，原文標題直譯為「我倆是Precure」，亦別名為「美女治療師」。有時稱「光美」或「PC」。為《光之美少女系列》的第一作，屬第一代光之美少女。本項介紹《光之美少女》及內容延續的第二作（本作品的第2期）《光之美少女 Max Heart》。

## 故事簡介
光之美少女（第1期）
運動萬能、擁有正義感，在班上最受歡迎的美墨渚。成績優秀，永遠是班上的第一名，但有點天真的雪城穗乃香，兩人同是就讀菲諾奈學院女子中學部二年級的學生。某一天，莎莎和乃香各自遇見了不可思議的神奇生物美波和米波，他們由於故鄉光之園遭到邪惡的攻擊，因而逃到虹之園來。
兩人被美波和米波賦予神奇的力量，攜手變身成光之美少女「Precure」。性格和興趣都完全相反的兩個人將同心協力，和來自闇之領域的邪惡敵人展開戰鬥。
光之美少女 Max Heart（第2期）
新學期開始，和成為菲諾奈學院女子中學部三年級學生，過著普通女孩的學校生活。而美波、米波和保倫在上次戰鬥後陷入了漫長的沉睡。此時在光之園，在激戰後受了傷的女王分裂成數個部分，消失在遠處。同一時間，莎莎和乃香遭到了薩凱那的襲擊。
突然，美波和米波甦醒過來，兩人使用新的變身器再一次變身成「Precure」，而且力量居然也提升了。為了讓失去記憶和原本姿態的女王恢復原樣，莎莎和乃香，以及甦醒後力量提升的美波、米波和保倫，將和不可思議的少女，九條光展開新的故事。
保倫和光之園的長老由於發音相近，因此偶爾會把「Precure」故意說成「光之美小女（Precura）」。

## 登場人物

### 光之美少女（Precure）
美墨莎莎／黑天使（Misumi Nagisa／Cure Black）
配音：本名陽子（日本）；雷碧文、傅其慧（DX、DX2）、劉如蘋（DX3）（台灣）；程文意（動畫至劇場版）→黃淑芬（DX、DX2）→張頌欣（Happiness報幕）（TVB）、陳雪瑩（ViuTV、ALL STARS F）（香港）
形象顏色：  黑色（  粉红色）
本作主角之一，血型為O型，生日10月10日。個性開朗且橫衝直撞，有一點男孩子氣。有一頭橘色短髮。就讀菲諾奈學院女子中學部二年櫻班，也是長曲棍球隊的王牌球員。討厭蟲類跟唸書，但是運動萬能，常常成為女學生們憧憬的對象。但和女學生們的熱烈歡迎相反，似乎沒什麼男人緣，心中偷偷愛慕著男子中學部三年級的藤村省吾。她和雙親、弟弟四人住在公寓裡，喜歡的食物是巧克力和章魚燒。口頭禪是「怎麼可能嘛！」，台灣有時會譯成「不會吧不會吧！」。
在第2期時升上三年級，擔任長曲棍球隊隊長。
與敵人戰鬥時藉助美波的力量變身，主要以拳腳打擊技進行攻擊。另外也是歷代中唯一不戴頭飾的光之美少女。
變身咒語為「雙重極光波動（Dual Aurora Wave）」。
變身口號為「光之使者！黑天使（Cure Black）」。
團體口號為「我們是光之美少女！」。
戰鬥台詞是「還不快點給我滾回去！」。
雪城穗乃香／白天使（Yukishiro Honoka／Cure White）
配音：野上尤加奈（日本）；林美秀（台灣）；鄭麗麗（TVB）、待查（ALL STARS F）（香港）
形象顏色：  白色
本作主角之一，生長在富裕家庭的文靜型少女，血型為B型，生日4月4日。雖然有點天然呆，但對錯誤的行為不會坐視不管。留著一頭深藍色長髮。
同樣就讀菲諾奈學院二年櫻班，學問知識十分淵博，且愛看書，在學校的成績永遠是第一名，大家都稱她為「博學女王」。社團是科學社，很愛進行一些充滿獨創性的實驗，而且十分成功。由於雙親都在海外的法國工作，她和祖母及愛犬忠太郎一同住在日式宅院裡。
在第2期時升上三年級，擔任科學部部長。
與敵人戰鬥時藉助米波的力量變身。雖然力量不如黑天使強，不常使用拳頭，但擅長使用投擲、擒拿等華麗的柔術和腿技進行攻擊。後於《電影 光之美少女 Max Heart 2 雪空的朋友》力量已能與黑天使不相上下
變身咒語為「雙重極光波動（Dual Aurora Wave）」。
變身口號為「光之使者！雪天使（Cure White）」。
團體口號為「我們是光之美少女！」。
戰鬥台詞是「你們這些闇黑勢力的惡徒」。
- 雙人合體必殺技

光之美少女 亮晶晶黑白迴轉（Precure Marble Screw）（第1期）
兩人彼此握住一隻手，兩人的另一隻手分別釋放出黑與白的閃電螺旋之光，衝向敵方。
光之美少女 亮晶晶彩虹配方（Precure Rainbow Therapy）（第1期）
黑天使、白天使口頭對白改變使用的強化技。通常於被薩凱那附身的動物或人類身上使用，具淨化功效。使用次數較少。
光之美少女 亮晶晶幻彩風暴（Precure Rainbow Storm）（第1期）
30話得到新輔助武器「幻彩魔力環」（Rainbow Bracelet）後強化的招式。釋放出比亮晶晶黑白迴轉有更強大威力的彩虹風暴。
光之美少女 亮晶晶黑白迴轉Max（Precure Marble Screw Max）（第2期）
與亮晶晶黑白迴轉十分相似，其威力與亮晶晶幻彩風暴同等。
光之美少女 亮晶晶黑白迴轉Max+閃耀之風（Precure Marble Screw Max Spark）（第2期）
23話得到新輔助武器「閃耀魔力環」（Sparkle Bracelet）後強化的招式。亮晶晶黑白迴轉Max的強化版。
九條光／夏妮露米納斯（Kujo Hikari／Shiny Luminous）
配音：田中理惠（日本）；楊凱凱（台灣）；林元春（動畫、Max Heart劇場版、Happiness報幕）、羅孔柔（DX、DX2）（香港）
形象顏色：  黄色
本作第2期主角之一，第二季中突然在渚和穗乃香面前出現的不可思議少女，血型為AB型，生日9月9日，性格溫和，不會生氣。留著一頭金色的中長髮。
真實身份是「女王的生命」，也是光力量的直接來源。平時的身份是藤田茜的表妹，就讀菲諾奈學院女子中學部一年桃班。和藤田茜在公寓內同居，也在茜開的移動式咖啡廳TAKO CAFE幫忙工作。
與敵人戰鬥時藉助保倫的力量變身為夏妮露米納斯，通常不直接參加戰鬥，以輔助黑天使與雪天使為主。
變身咒語為「露米納斯 閃耀之光（Luminous Shining Stream）」。
變身口號為「閃耀的生命！夏妮露米納斯（Shiny Luminous）」。
戰鬥台詞是「光之心與光之意志，我要將一切都合二為一」。
是首個不是用天使名字的光之美少女，同時也是首個使用不同變身器的追加光之美少女成員。
必殺技
露米納斯 閃耀之光（Luminous Heartiel Action）
透過「Heartiel Baton（心之棒）」武器所使出的輔助型招式，命中敵方後能暫時停止其行動，而且能完全恢復黑天使與白天使的體力。
- 三人合體必殺技

光之美少女 亮晶晶閃耀極限（Precure Extreme Luminario）
夏妮露米納斯利用「Heartiel Baton（心之棒）」再加上黑天使與白天使合力所使出的招式，其威力比亮晶晶黑白迴轉Max模式強。可以再把光束分成三段追擊逃走中的敵人。
光之美少女 亮晶晶閃耀極限Max（Precure Extreme Luminario Max）
究極級必殺技，威力足以消滅賈酷王拜倫。

### 光之園
美波等精靈的故鄉，由光之女王統治，充滿了快樂和光輝，是光明的來源。
美波（Mepple）
配音：關智一（日本）；劉如蘋（無印）→楊凱凱（Max Heart）（台灣）；黎桂芳→許盈（香港）
形象顏色：  黄色
帶著守護生命之石「光譜結晶」使命的「萬中選一之勇者」，是莎莎的精靈夥伴。他來自光之園，和米波相愛著。為了追趕到了虹之園（人間）的米波而由光之園來到人間，降落在莎莎的房間。由於在虹之園無法維持原來的型態太久，平時會變成像手機一般的樣子。相當任性，常常和比他更任性的保倫起衝突，或和莎莎吵架，又要莎莎以刷卡方式照顧他。尾巴裡藏著光譜結晶之一「紅寶石」。說話時喜歡在句尾加上「～（～メポ）」。
米波（Mipple）
配音：矢島晶子（日本）；龍顯蕙（無印）→林美秀（Max Heart劇場版）（台灣）；林雅婷→何璐怡（香港）
形象顏色：  粉红色
和美波一樣來自光之園的「希望之公主」，是乃香的精靈夥伴。比美波還要早一天來到虹之園，但因光之園的一天等於虹之園的一百年，使得她沉睡了一百年之久，之後感應到美波而醒來，被乃香於宅院中的舊儲物間發現。個性比起美波成熟許多，擁有母性的一面，對保倫有些溺愛。雖然自己不記得，但曾於很久以前當過乃香祖母的守護者。尾巴裡藏著光譜結晶之一「藍寶石」。說話時喜歡在句尾加上「～（～ミポ）」。
保倫（Porun）
配音：池澤春菜（日本）；龍顯蕙（台灣）；曾佩儀（無印）→曾秀清（Max Heart）→廖杏茵（DX、DX2）（香港）
形象顏色：  藍綠色
第1期第24話時莎莎和乃香集滿七顆光譜結晶時來到虹之園的「領導未來的光之王子」，平時會變成像筆記型電腦一般的模樣。比美波還要更加任性，要是不聽他說的話便會哭鬧不停。他和美波一起住在渚的房間內，常常一個人跑到外面，最後迷路。擁有預知未來的能力，但因表達能力不足，對莎莎和乃香的警告多半沒有派上用場。後期因結晶守護者將光譜結晶托付給他，使他得到能給予光之美少女「幻彩魔力環」的力量。他在第二季時成為光的夥伴，和夏妮露米納斯一同活躍。句尾喜歡加上「～波波（～ポポ）」。
露露（Lulun）
配音：谷井飛鳥（日本）；林沛笭（DX3）（台灣）；曾佩儀→吳羨婷（DX、DX2）（香港）
形象顏色：  粉红色
第2期第28話登場，追隨保倫而來的「編織未來的光之公主」。保倫的妹妹，卻比他更任性更麻煩，鬧彆扭的力量有過之而無不及，連保倫也受不了她。有提升夏妮露米納斯能力的力量，讓夏妮露米納斯擁有Heartiel Brooch（心之胸针）。句尾喜歡加上「～露露（～ルル）」。漫畫的露露譯「倫倫」。
光之女王（Queen）
配音：松谷彼哉（日本）；龍顯蕙（台灣）；黃麗芳（香港）
光之園的領導者。有著非常巨大的身姿，平時以和緩平視的眼神注視著，能隨意改變身體大小。因在第1期和賈酷王奮戰的因素，所以在第2期分裂成女王的「心」、「生命」、「12個閃耀的精靈（意志精靈）」，其中女王的生命化為「九條光/夏妮露米納斯」，不過在最後一集女王復活了。
長老（Elder）
配音：中博史（日本）；黃子敬（無印）→源家祥（Max Heart）→譚炳文（香港）
光之園的長老，平時在女王身旁做事。與保倫不陌生，因在光之園裡相處久了。在第2期初期，曾和守護者一時借住在渚的家。記性不好，常常叫錯莎莎、乃香和小光的名字。
守護者（Guardian）
配音：松野太紀（日本）；雷碧文（台灣）；區瑞華、黃鳳英（代配）（香港）
本名稜石（Wisdom）。負責守護光譜收納盒和光譜結晶，並掌管著光譜結晶的能量，可以將能量轉移到其他人身上。在第2期初期，曾和長老一時借住在渚的家。

### 閃耀的精靈（Heartiels）
- 在第2期登場。

女王因在第一季和賈酷王奮戰的因素，所以她的意志在第2期變成「12個閃耀的精靈」分散在日本各地。台灣與香港動畫將其名字譯作意志精靈。
探索精靈（Seekun）
配音：永野愛（日本）；張頌欣（香港）
出現於第2期1話，是個喜歡有強烈好奇心的女孩。
熱情精靈（Pation）
配音：菊池心（日本）；楊凱凱（台灣）；謝潔貞（香港）
出現於第2期6話，是個擁有大方熱情的男孩。
和諧精靈（Harmonin）
配音：仙台惠理（日本）；梁少霞（香港）
出現於第2期9話，是個喜歡與別人和平共處的女孩。
純真精靈（Pyuan）
配音：小松里歌（日本）；雷碧娜（香港）
出現於第2期13話，是個擁有比世界更大的愛的女孩。
智慧精靈（Inteligen）
配音：小林麻由子（日本）；袁淑珍（香港）
出現於第2期16話，是個成績優越、愛讀書的女孩。
真實精靈（Wishun）
配音：埴岡由紀子（日本）；雷碧文（台灣）；沈小蘭（香港）
出現於第2期20話，是個美麗有真誠的女孩。
希望精靈（Horpun）
配音：沼田佑介（日本）；謝潔貞（香港）
出現於第2期25話，是個懷抱希望的男孩。
勇氣精靈（Braven）
配音：安達真理（日本）；黃麗芳（香港）
出現於第2期31話，是個喜歡勤勞、得到獎賞的女孩。
繁榮精靈（Prosen）
配音：天田真人（日本）；張裕東（香港）
出現於第2期34話，是個好吃懶做，希望社會繁榮的男孩。
幸福精靈（Hapinen）
配音：石毛佐和（日本）；梁少霞（香港）
出現於第2期37話，是個喜歡有比別人而擁有更大的幸運的女孩。
愛情精靈（Lovelun）
配音：壹智村小真（日本）；陳凱婷（香港）
出現於第2期41話，是個追求浪漫的女孩。
永恆精靈（Eternalun）
配音：水澤史繪（日本）；黃玉娟（香港）
出現於第2期45話，是個盼望永恆的男孩。

### 闇之領域（Dark Zone）
由賈酷王統治，目的是毀滅光之園并企圖入侵虹之園，令全世界陷入永遠黑暗的邪惡組織。

#### 首領
賈酷王（Dark King）
配音：小野健一、寺田春日（九条明）（日本）；張炳強、沈小蘭（九条明）（香港）
支配闇之領域的邪惡帝王，企圖吞噬所有的世界，想得到擁有創造之力的光譜結晶，於初代的26話滅亡，不過又在同輯的31話藉分身的力量復活，後來吸收了光譜結晶的力量。在第二季中因失去力量而變成無知的小男孩，因身分獨特所以受闇之領域的新敵人照顧著。第二季最終決戰時與拜倫的心合而為一變成賈酷王，被光之美少女打敗後，最後成為小光的弟弟「九条明」（九条 ひかる，Kujou Hikaru）一起生活。
後來在STMM中被索爾希埃爾的魔力以最終型態復活，最終與深紅一同現身並自爆。
其名字由日文「邪惡」（「賈酷」為其諧音）與英文「國王（King）」混合而成。

#### 第1期幹部
黑暗五人組 (第1集～第26集)
皮薩德（Pisard）／風間龍一
配音：高橋廣樹（日本）；雷霆（香港）；吳文民（台灣）
最初和光之美少女交戰的對手。能化作英俊的人形。曾偽裝為實習教師「風間龍一」混入菲諾奈學院。光譜結晶是「綠寶石」。最後在第5話被光之美少女 亮晶晶黑白迴轉消滅。
怪力德（Gekidrago）
配音：石井康嗣（日本）；馮錦堂（香港）；黃天佑（台灣）
擅長使用怪力攻擊，可惜四肢發達，頭腦簡單。光譜結晶是「海藍寶石」。最後在第11話被光之美少女 亮晶晶黑白迴轉消滅。
波絲妮（Poisony）
配音：雨蘭咲木子（日本）；黃麗芳（香港）；龍顯蕙（台灣）
黑暗五人組中唯一的女性，奇力亞的姊姊，擅長使用戰術的頭腦派敵人，常常喬裝成不同的人誘渚步入陷阱（因為好騙些）。光譜結晶是「黃玉」。頭髮可無止盡伸長。最後在第20話撤退的時候，被光之美少女 亮晶晶黑白迴轉的頭髮導電打到她後消滅。
奇力亞（Kiriya）／入澤奇力亞（llora Kiriya）
配音：木內玲子（日本）；伍秀霞（香港）
波絲妮的弟弟也是當中最年少的成員，為了接近乃香而偽裝成人類「入澤奇力亞」，潛入菲諾奈學院男子部一年級。在親近乃香期間被感化而改邪歸正。喜歡乃香。光譜結晶是「黃水晶」。背叛賈酷王後，將光譜結晶留下後消失，但其實是在黑暗和光明的夾縫中生活。第44話因空間扭曲的關係，又在光之美少女前出現了(之後馬上消失)，第47話又再次出現並幫助光之美少女，最後於第49話自行消失。
庫柏（Ilkubo）
配音：二又一成（日本）；陳欣（香港）；黃天佑（台灣）
黑暗五人組隊長，身穿白袍，擁有五人組中最強的力量。光譜結晶是「紫水晶」。知道守護者的存在和真正身份，用計一度奪走所有光譜結晶，在和光之美少女的死斗中，被光之美少女 亮晶晶黑白迴轉消滅。後又因黑暗的力量又再次復活，但攻擊波及光譜結晶和守護者，而被賈酷王消滅。
賈酷王的分身 (第27集～第49集)
裘納（Juna）／角澤龍一郎
配音：松本保典（日本）；雷霆（香港）；吳文民（台灣）
在覺醒前裝做人類時是穿著上班族的衣服、擔任公司的業務員身分。覺醒的力量是風的力量。最後背叛賈酷王，後來三人合體；被光之美少女打敗後被賈酷王吸收。
維吉尼（Regine）／小山翔子
配音：深見梨加（日本）；謝潔貞、沈小蘭（代配）、黃鳳英（代配）（香港）；劉如蘋（台灣）
分身中唯一的女性，平時聲音很小，但一激動就會大聲叫喊，叫喊時經常會嚇到其他人和同伴。覺醒的力量是火的力量。最後背叛賈酷王，後來三人合體；被光之美少女打敗後被賈酷王吸收。
貝魯（Belzei Gertrude）／結城玄武
配音：西村知道（日本）；林國雄（香港）；黃天佑（台灣）
覺醒前外表是當地綜合醫院的院長，個子小但擅長格鬥技，也是賈酷王的分身當中，實際上的領袖。實力在庫柏之上、拜倫之下，初登場時，差一點把藤P害死。覺醒的力量是電的力量。最後背叛賈酷王，後來三人合體；被光之美少女打敗後被賈酷王吸收。

#### 第2期幹部
黑暗戰士
又名「四天王」，最後，除了拜倫以外的三天王都在第46話一起被光之美少女 亮晶晶黑白迴轉Max+閃耀之風給全數消滅，臨終前奇拉斯與比莉兩人，將閃耀魔力環給破壞掉。
奇拉斯（Circulas）
配音：上別府仁資（日本）；陳廷軒（香港）；吳文民（台灣）
他是賈酷王所復活的支配者，就是光之美少女的黑暗戰士，性格冷靜，並擁有強大的判斷力，因此，在拜倫不在的時候，擔任黑暗戰士的暫任領袖。戰爭對戰對象為黑天使。
拉卡斯（Uraganos）
配音：高木涉（日本）；朱子聰→陳灝瑋（DX2）（香港）；黃天佑（台灣）
黑暗四人組的第二位，思維是很激昂的，所說的話也是不靈驗的，體型壯碩且力量強大。戰爭對戰對象為夏妮露米納斯。
唯一在DX2中復活的黑暗戰士（也是闇之領域唯一再生的幹部），在精靈樂園先與鳳梨天使交戰，最終捕捉妖精們時被希風用「奇跡手電筒」消滅。
比莉（Viblis）
配音：小林愛（日本）；陸惠玲（香港）；楊凱凱（台灣）
第三位黑暗女戰士，有自信也很堅強。一直極力反對和避免變成了小男孩的賈酷王與作為「女王的生命」的小光相遇。視白天使為對手。
拜倫（Baldez）
配音：小野健一（日本）；雷霆（香港）；黃天佑（台灣）
四位中的威力最強，能力超越了其他黑暗戰士，在此同時，也是黑暗戰士之首。與比莉相反，認為變成了小男孩的賈酷王與小光相遇並無壞處，反而可可以加速賈酷王的覺醒。有助戰爭對戰對象為全體。真實的身份是賈酷王，因為失去力量，所以以黑暗戰士的身分出現，能隨意改變身體大小。

#### 怪物
薩凱那（Zakenna）
配音：上別府仁資（第1期第1-22話）→瀧知史（第1期第15話與第28話以後、第2期）（日本）；黃健強（香港）
闇之領域的刺客物質，能附身在物品或生物身上(人類都可以)改變姿態，被光之美少女打敗後會分裂成極多不斷唸「對不起」的黑色小星星逃之夭夭。
名稱源自於日文「別開玩笑」（ふざけるな）。
管家薩凱那（Butler Zakennas）
配音：小松里歌（矮的管家薩凱那）、瀧知史（高的管家薩凱那）（日本）；李錦綸（矮的管家薩凱那）、陳永信（高的管家薩凱那）（香港）
一高一矮，性格上有很強烈的對比，說話會在最後加上「～薩凱那（～ザケンナー）」。不同於普通的薩凱那的是，他們戰鬥力不高，平時負責清潔洋館和看守被貝魯他們捉住的守護者。第2期同時負責照顧變成小男孩的賈酷王。

### 主角的家人

#### 美墨家
美墨岳（Misumi Takashi）
配音：子安武人（日本）；李錦綸（香港）；吳文民（台灣）
的父親，從前是理組學生，現在從事研究方面的工作。喜歡講冷笑話。
美墨理惠（Misumi Rie）
配音：莊真由美（日本）；袁淑珍（香港）；龍顯蕙（台灣）
的母親，職業為家庭主婦，對渚和亮太非常嚴格，但平時是位好母親。只有她覺得渚父親的笑話「好笑得令人受不了」。
美墨亮太（Misumi Ryouta）
配音：高橋直純（日本）；蔡惠萍（香港）；劉如蘋（無印）→楊凱凱（Max Heart）（台灣）
的弟弟，常常和姊姊吵架，而被莎莎施以眼鏡蛇固定法。偷偷暗戀著乃香。

#### 雪城家
雪城早苗（Yukishiro Sanae）
配音：野澤雅子、松岡由貴（少女時代）（日本）；區瑞華、袁淑珍（劇場版代配）（香港）
的祖母，代替在國外的雙親撫養穗乃香。年青時經歷戰亂，面對一片頹坦敗瓦而惆悵時拾到米波，並受到她的鼓勵努力活下去，因此對米波施予的力量略知一二（不過乃香並不知道這件事）。善於洞察人心，偶而會對惆悵中的莎莎和乃香給予心靈上的支持與幫助，同時十分鼓勵和乃香與莎莎所建立的良好交情。
香港將本角色名字改為 雪城莎娜耶。
雪城太郎（Yukishiro Tarou）
配音：宮下尊（日本）；李錦綸（香港）；黃天佑（台灣）
的父親，和妻子在海外從事美術工作，每年只有穗乃香的生日會回國。
雪城文（Yukishiro Aya）
配音：伊藤美紀（日本）；黃玉娟（香港）；雷碧文（台灣）
的母親，和丈夫一樣對工作絕不妥協，但對穗乃香非常溺愛。
忠太郎（Chutarou）
配音：置鮎龍太郎（日本）；黎景全（香港）；黃天佑（台灣）
雪城家的愛犬，公的黃金獵犬。是除祖母外唯一知道和乃香和莎莎力量的「動物」。經常讓保倫、美波等坐到牠背上遊玩。

### 菲諾奈學院（Verone Academy）
高清水莉奈（Takashimizu Rina）
配音：德光由禾（日本）；謝潔貞、黃鳳英（代配）（香港）；林美秀（台灣）
的好友，長曲棍球隊隊員。常常和莎莎、志穗三個人一起行動，身高是三人當中最高的。飼養過一隻野生小浣熊。
久保田志穗（Kubota Shiho）
配音：仙台惠理（日本）；伍秀霞（香港）；龍顯蕙（無印）→林美秀（Max Heart劇場版）（台灣）
的好友，長曲棍球隊隊員。喜歡奇怪的謠言，說話常常重複三次，是三人中最聒噪的。
惠美（Megumi）
配音：西野陽子（日本）；何璐怡（香港）
的好友，長曲棍球隊隊員。
森冈唯（Morioka Yui）
配音：城雅子（日本）；何璐怡（香港）
与同班兼好友，喜欢藤村省吾，曾向他表白，被拒绝，第1期43话登场。
中川弓子（Nakagawa Yumiko）
配音：生天目仁美（日本）；朱妙蘭→張頌欣（香港）
比大一年的學姊，長曲棍球隊隊長，個性沉著冷靜。
百合子（Yuriko）
配音：鎌田梢（日本）；曾秀清、張頌欣（代配）（香港）
科學社社員。對科學抱著極大的熱誠，崇拜乃香。乃香在科展時為了表揚她的功勞，將實驗裝置「穗乃香1號」改名為「百合子1號」。
小田島友華（Odashima Yuka）
配音：飯塚雅弓（日本）；何璐怡（香港）
比、大一年的學姊。氣質端莊且才色雙全，也是位千金小姐，是女學生們的偶像（校花）。本屬科學社，卻仔常為其他學社的客席社員。為保著在人們心目中「大姐姐」的形象，凡事都要求自己臻於完美，但在莎莎面前，「大姐姐」的形象就會被毀。
越野夏子（Koshino Natsuko）
配音：小清水亞美（日本）；林元春（香港）
、的同班同學。由於曾親眼目睹光之美少女戰鬥的模樣，便與京子一同扮演成光之美少女，喜歡設計造型
森京子（Mori Kyouko）
配音：名塚佳織（日本）；沈小蘭（香港）
、的同班同學。曾與夏子一同扮成光之美少女。擅長設計服裝造型。
柏田真由（Kashiwada Mayu）
配音：渡邊明乃（日本）；陳凱婷（香港）
跟長的很像。很喜歡畫畫
谷口聖子（Guchi Seiko）
配音：吉田小南美（日本）；張頌欣（香港）
跟的同班同學，喜歡奇力亞。在合唱比賽時擔任鋼琴伴奏。
矢部千秋（Yabe Chiaki）
配音：中川亞紀子（日本）；陸惠玲（香港）
跟的同班同學。在合唱比賽時擔任指揮，對自己與他人都很嚴肅。
真希（Maki）
配音：寺田春日（日本）；陳凱婷（香港）
的后辈。Max Heart39话登场，长曲棍球队的下一任队长。
永井沙织（Nagai Saori）
配音：小野涼子（日本）；黃麗芳（香港）
的后辈。下一任的科学部長。
竹之內吉美（Takenouchi Yoshimi）
配音：永野愛（日本）；曾佩儀（無印）→陳凱婷（Max Heart）（香港）；龍顯蕙（台灣）
和的班導師，教導的課程是國文。對上學遲到、上課作夢的莎莎甚少採取寬容態度，卻也是位平易近人的老師。
校長
配音：鹽屋浩三（日本）；林國雄（香港）
米槻副校長（Kometsuki）
配音：西村朋紘（日本）；馮錦堂（香港）；黃天佑（台灣）
藤村省吾（Fujimura Shougo）
配音：岸尾大輔（日本）；梁偉德（香港）；吳文民（台灣）
隔壁男子中學部三年級（Max Heart時為高中一年級）的足球隊隊員，長得帥、踢球技術了得。莎莎暗戀的對象，也是乃香的青梅竹馬。綽號叫「藤P」。
木俣
配音：加藤木賢志（日本）；潘文柏（香港）
隔壁男子中學部三年級（Max Heart時為高中一年級）的足球隊隊員，莎莎與乃香的前辈。
支倉一樹
配音：飯田利信（日本）；黎景全（香港）
與的同齢、但並非與其他男女分途上課角色同級。
藤田茜（Fujita Akane）
配音：藤田美歌子（日本）；曾秀清→吳羨婷（DX）（香港）；林美秀（台灣）
菲諾奈學院女子中學部畢業，莎莎長曲棍球的大前輩，也是個值得信賴的大姐。本來是個在大公司上班的職員，為了證明自己的實力，毅然辭職自己開了「TAKO CAFE」，專售章魚燒、可麗餅等小吃，是莎莎和乃香下課後經常光顧的地方。（Max Heart時成為了九條光的表姐。）
多幡奈緒（Tabata Nao）（在第2期登場）
配音：菊池心（日本）；龍顯蕙（台灣）；雷碧娜（香港）
小光的同班同學。很崇拜。
加賀山美羽（Kagayama Miu）（在第2期登場）
配音：水澤史繪（日本）；陸惠玲（香港）
小光的同班同學。很崇拜。
野野宮（在第2期登場）
配音：寺田春日（日本）；沈小蘭（香港）
科研社的一年級新生。

### 其他角色
大輝
配音：岡村明美（日本）；林丹鳳（香港）
小望
配音：川田妙子（日本）；梁少霞（香港）
小望的母親
配音：冰青（日本）；黃玉娟（香港）
小望的父親
配音：瀧知史（日本）；劉昭文（香港）
永澤勝子
配音：折笠富美子（日本）；陸惠玲（香港）
山中
配音：埴岡由紀子（日本）；張頌欣（香港）
木村
配音：道添愛美（日本）；沈小蘭（香港）

## 光之美少女的用具
光之美少女的變身器具（Card Communes／Heartful Communes／Touch Commune）
由各自的精靈夥伴變成。
光譜結晶（Prism Stones）
一共有七塊，在第1期初期，被闇之領域奪走其中五塊，之後在中期成功奪回所有光譜結晶。
光譜收納盒（Prism Hopish）
安放光譜結晶的地方，由守護者保護著。
幻彩魔力環（Rainbow Bracelet）
在故事中期得到，由保倫以光譜結晶的能量交給黑天使與白天使，輔助她們使出「亮晶晶幻彩風暴」。
心之棒（Heartiel Baton）（在第2期登場）
夏妮露米納斯（Shiny Luminous）的武器，主要用作防禦和輔助黑天使與白天使使出「亮晶晶閃耀極限」，也可以使出能暫時停止敵方行動的招式——「露米納斯 閃耀之光」。
閃亮女王寶座（Queen Chairect）（在第2期登場）
安放女王的「心」的地方，集齊十二個閃耀的精靈後就會開啟。
閃耀魔力環（Sparkle Bracelet）（在第2期登場）
在故事中期得到，輔助黑天使與白天使使出「亮晶晶黑白迴轉Max+閃耀之風」。

## 電視動畫

### 光之美少女
日本

- 播放電視台及時間：朝日電視台，逢星期日早上8時30分至9時
- 播放日期：2004年2月1日 - 2005年1月30日　全49話

台灣
「光之美少女」
- 播放電視台及時間：東森幼幼台，逢星期六晚上7時至7時30分（2006年6月3日改至晚上6時30分至7時播出），以國語配音播出。
- 播放日期：2005年12月31日 - 2006年12月2日　全49話
- 從這作開始到第9作都在東森幼幼台播出。

香港
「光之美少女」
- 播放電視台及時間：翡翠台，逢星期日早上9時至9時30分，以粵語配音播出。
- 播放日期：2006年7月16日 - 2007年7月22日　全49話[3]

#### 第1期各話標題
| 話数 | 標題（日文原文） | 標題（中文翻譯）                           | 劇本     | 演出              | 作畫監督   | 美術              | 播放日期（日本） |
| ---- | ---------------- | ------------------------------------------ | -------- | ----------------- | ---------- | ----------------- | ---------------- |
| 1    |                  | 我們會變身！？這怎麼可能！                 | 川崎良   | 伊藤尚往          | 為我井克美 | 行信三 鹽崎廣光   | 2004年 2月1日    |
| 2    |                  | 不會吧！為黑暗所籠罩的街道                 | 川崎良   | 山吉康夫          | 高橋任治   | 行信三 下川忠海   | 2月8日           |
| 3    |                  | 千萬要小心帥哥實習老師！                   | 川崎良   | 岩井隆央          | 川村敏江   | 行信三 井出智子   | 2月15日          |
| 4    |                  | 不可思議！？栩栩如生的美術館               | 清水東   | 矢部秋則          | 生田目康裕 | 行信三 鹽崎廣光   | 2月22日          |
| 5    |                  | 真的不妙！豁出一切的皮薩德                 | 羽原大介 | 川田武範          | 河野宏之   | 行信三 下川忠海   | 2月29日          |
| 6    |                  | 新的黑暗攻勢！危險的森林黑熊               | 川崎良   | 小村敏明          | 桑原干根   | 行信三 井出智子   | 3月7日           |
| 7    |                  | 曲棍球激戰！超微妙的少女情懷！             | 川崎良   | 岡佳廣            | 青山充     | 行信三 杉浦正一郎 | 3月14日          |
| 8    |                  | 光之美少女解散！未免言之過早？！           | 清水東   | 五十嵐卓哉        | 為我井克美 | 行信三 鹽崎廣光   | 3月21日          |
| 9    |                  | 只准成功！搶救美波大作戰                   | 羽原大介 | 山吉康夫          | 川村敏江   | 行信三 下川忠海   | 3月28日          |
| 10   |                  | 穗乃香抓狂！這是最棒的生日                 | 成田良美 | 岩井隆央          | 高橋任治   | 吉田智子          | 4月4日           |
| 11   |                  | 拯救亮太！怪力德大鬧水族館                 | 清水東   | 川田武範          | 飯島秀一   | 行信三            | 4月11日          |
| 12   |                  | 黑暗之花波絲妮登場！她誰啊？               | 川崎良   | 矢部秋則          | 生田目康裕 | 行信三 下川忠海   | 4月18日          |
| 13   |                  | 要小心！危險的一年級轉學生！               | 成田良美 | 小村敏明          | 河野宏之   | 杉浦正一郎        | 4月25日          |
| 14   |                  | 此事當真？假光之美少女大鬧天下！           | 羽原大介 | 吉澤孝男          | 青山充     | 行信三 鹽崎廣光   | 5月2日           |
| 15   |                  | 危機四伏的家族旅行                         | 清水東   | 上田芳裕          | 東美帆     | 行信三 井出智子   | 5月9日           |
| 16   |                  | 壓力爆發！校花心酸無人知！                 | 影山由美 | 山吉康夫          | 川村敏江   | 行信三 下川忠海   | 5月16日          |
| 17   |                  | 擄獲他的心！心跳狂飆的時刻！               | 成田良美 | 岩井隆央          | 為我井克美 | 行信三 鹽崎廣光   | 5月23日          |
| 18   |                  | 心跳！期中考是戀愛迷宮！                   | 川崎良   | 川田武範 座古明史 | 高橋任治   | 行信三 井出智子   | 5月30日          |
| 19   |                  | 太可怕了！闇之領域最後一張王牌！           | 清水東   | 矢部秋則          | 飯島秀一   | 行信三 下川忠海   | 6月6日           |
| 20   |                  | 誰才是真假？两个穗乃香之謎！               | 羽原大介 | 小村敏明          | 青山充     | 行信三 井出智子   | 6月13日          |
| 21   |                  | 驚悚之約！奇力亞的真面目！                 | 川崎良   | 上田芳裕          | 河野宏之   | 行信三 下川忠海   | 6月27日          |
| 22   |                  | 騙人！忠太郎要當媽媽了？！                 | 影山由美 | 山吉康夫          | 東美帆     | 行信三 井出智子   | 7月4日           |
| 23   |                  | 危機重重！惡夢般的夏季合宿！               | 羽原大介 | 岩井隆央          | 川村敏江   | 行信三 井芹達郎   | 7月11日          |
| 24   |                  | 決戰！光之美少女對決庫柏！                 | 川崎良   | 川田武範          | 為我井克美 | 行信三 下川忠海   | 7月18日          |
| 25   |                  | 咦？我們兩個也要去光之園？！               | 清水東   | 山田徹            | 高橋任治   | 行信三 井出智子   | 7月25日          |
| 26   |                  | 再見了，美波、米波！？不要啦～～！         | 成田良美 | 立仙裕俊          | 飯島秀一   | 行信三 下川忠海   | 8月1日           |
| 27   |                  | 新的黑暗勢力來襲！拯救迷路的保倫！         | 川崎良   | 小村敏明 座古明史 | 河野宏之   | 行信三 井出智子   | 8月8日           |
| 28   |                  | 維吉尼登場！還是別來了吧！                 | 羽原大介 | 西尾大介          |            | 行信三 下川忠海   | 8月15日          |
| 29   |                  | 狂風暴雨的夏日祭典！雷神實在超恐怖！       | 影山由美 | 矢部秋則          | 東美帆     | 行信三 井出智子   | 8月22日          |
| 30   |                  | 爆發的新絕招！亮晶晶幻彩風暴！             | 成田良美 | 伊藤尚往          | 川村敏江   | 行信三 下川忠海   | 9月5日           |
| 31   |                  | 離家出走？保倫身在何方？                   | 清水東   | 山吉康夫          | 為我井克美 | 行信三 井出智子   | 9月12日          |
| 32   |                  | 為保倫打氣！最特別的狂歡會！               | 羽原大介 | 川田武範          | 高橋任治   | 行信三 下川忠海   | 9月19日          |
| 33   |                  | 要獲勝！心心相連的光之大道！！             | 川崎良   | 岩井隆央          | 飯島秀一   | 行信三 井出智子   | 9月26日          |
| 34   |                  | 渚馬力全開！熱騰騰的接力比賽！             | 影山由美 | 山田徹            | 河野宏之   | 小菅三佳          | 10月3日          |
| 35   |                  | 這算約會嗎？驚濤駭浪的HappyBirthday！      | 成田良美 | 立仙裕俊          |            | 行信三 井出智子   | 10月10日         |
| 36   |                  | 爭取自由！守護者的絕命大逃亡！             | 清水東   | 矢部秋則          | 東美帆     | 行信三 下川忠海   | 10月17日         |
| 37   |                  | 第一次登上舞台！加油啊，羅密歐與茱麗葉！   | 羽原大介 | 岡佳廣            | 川村敏江   | 行信三 井出智子   | 10月24日         |
| 38   |                  | 包在我身上！亮太的跑腿大作戰！             | 川崎良   | 山吉康夫          | 青山充     | 杉浦正一郎        | 10月31日         |
| 39   |                  | 眼淚閃亮！汗如雨下！結婚典禮大騷動！！     | 影山由美 | 川田武範          | 為我井克美 | 行信三 下川忠海   | 11月14日         |
| 40   |                  | 前往夢境世界的邀请！？兩天一夜的黑暗之旅！ | 成田良美 | 岩井隆央          | 高橋任治   | 行信三 井出智子   | 11月21日         |
| 41   |                  | 絕對不認輸！全力驅除黑暗力量！             | 清水東   | 立仙裕俊          | 飯島秀一   | 行信三 下川忠海   | 11月28日         |
| 42   |                  | 兩人合而為一！渚與穗乃香最強的羈絆！       | 羽原大介 | 西尾大介 座古明史 |            | 杉浦正一郎        | 12月5日          |
| 43   |                  | 心海波濤洶湧！讓藤村學長明白真正的心意！   | 成田良美 | 矢部秋則          | 東美帆     | 行信三 井出智子   | 12月12日         |
| 44   |                  | 最幸福的時刻！渚的白色耶誕！               | 川崎良   | 山吉康夫          | 河野宏之   | 行信三 下川忠海   | 12月19日         |
| 45   |                  | 唱吧二年櫻組！伴隨勇氣大聲合唱！           | 影山由美 | 川田武範          | 青山充     | 行信三 井出智子   | 12月26日         |
| 46   |                  | 萬事皆休！創造之力被奪走了！？             | 清水東   | 山田徹            | 川村敏江   | 杉浦正一郎        | 2005年 1月9日    |
| 47   |                  | 最強戰士登場！這怎麼可能嘛～！             | 影山由美 | 岩井隆央          | 生田目康裕 | 行信三 下川忠海   | 1月16日          |
| 48   |                  | 史上最大規模決戰！光之美少女的最後一天！！ | 川崎良   | 山內重保 座古明史 | 高橋任治   | 行信三 井出智子   | 1月23日          |
| 49   |                  | 相信未來！相信明天！絕不輕易說再見！！     | 成田良美 | 矢部秋則          | 飯島秀一   | 吉田智子          | 1月30日          |

### 光之美少女 Max Heart
日本
「 Max Heart」
- 播放電視台及時間： 朝日電視台，逢星期日早上8時30分至9時
- 播放日期：2005年2月6日 - 2006年1月29日　全47話

台灣
「光之美少女 Max Heart」
- 播放電視台及時間： 東森幼幼台，逢星期六晚上6時30分至7時，以國語配音播出。
- 播放日期：2006年12月9日 - 2007年10月27日  全47話

香港
「光之美少女 Max Heart」
- 播放電視台及時間： 翡翠台，逢星期二、三下午5時15分至5時50分，以粵語配音播出。
- 播放日期：2007年10月23日 - 2008年4月1日　全47話

#### 第2期各話標題
| 話数 | 標題（日文原文） | 標題（中文翻譯）                             | 劇本     | 演出                       | 作畫監督   | 美術                     | 日本放送日    |
| ---- | ---------------- | -------------------------------------------- | -------- | -------------------------- | ---------- | ------------------------ | ------------- |
| 1    |                  | 我們兩個就是光之美少女！傳說將永遠流傳下去！ | 川崎良   | 小村敏明                   | 青山充     | 行信三 鹽崎廣光          | 2005年 2月6日 |
| 2    |                  | 不可思議的新生！？簡單地說就是充滿了神秘！   | 成田良美 | 山吉康夫                   | 河野宏之   | 杉浦正一郎               | 2月13日       |
| 3    |                  | 這也是命運嗎？保倫和小光進一步接觸！！       | 影山由美 | 川田武範                   |            | 行信三 井出智子 鹽崎廣光 | 2月20日       |
| 4    |                  | 不只是一個！兩顆心重疊的預感！               | 清水東   | 山田徹                     | 東美帆     | 吉田智子                 | 2月27日       |
| 5    |                  | 爽朗登場！她的名字是夏妮露米納斯！           | 川崎良   | 岩井隆央                   | 川村敏江   | 行信三 鹽崎廣光          | 3月6日        |
| 6    |                  | 小心一點！小光出去買東西充滿危險！           | 影山由美 | 矢部秋則                   | 生田目康裕 | 倉橋隆                   | 3月13日       |
| 7    |                  | 奮鬥吧渚！用狗急跳牆的超能力！               | 成田良美 | 小村敏明                   | 高橋任治   | 行信三 井出智子          | 3月20日       |
| 8    |                  | 煩惱的不得了！小光與我們的牽絆！             | 羽原大介 | 座古明史                   | 青山充     | 杉浦正一郎               | 3月27日       |
| 9    |                  | 這是穗乃香最重要的日子！別想來搗蛋！         | 清水東   | 川田武範                   | 飯島秀一   | 行信三                   | 4月3日        |
| 10   |                  | 一團混亂！又甜又危險的實習課！               | 川崎良   | 山吉康夫                   | 河野宏之   | 吉田智子                 | 4月10日       |
| 11   |                  | 大危機！心連心勢如破竹反敗為勝！！           | 成田良美 | 山田徹                     |            | 杉浦正一郎               | 4月17日       |
| 12   |                  | 生意興隆！歡迎來到高原小舖！                 | 影山由美 | 岩井隆央                   | 川村敏江   | 行信三 鹽崎廣光          | 4月24日       |
| 13   |                  | 渚母女兩人大戰？女兒不懂母親的心！           | 羽原大介 | 矢部秋則                   | 東美帆     | 倉橋隆                   | 5月1日        |
| 14   |                  | 藤P學長加油！渚充滿鬥志的加油旗！            | 清水東   | 小村敏明                   | 生田目康裕 | 行信三 飯島由樹子        | 5月8日        |
| 15   |                  | 崇拜的學姐是超級好朋友！？                   | 川崎良   | 立仙裕俊 西尾大介 大塚隆史 | 高橋任治   | 杉浦正一郎               | 5月15日       |
| 16   |                  | 渚事事如意！幸運色保持最佳狀況！！           | 成田良美 | 川田武範                   | 飯島秀一   | 倉橋隆                   | 5月22日       |
| 17   |                  | 怎麼辦？讓穗乃香煩惱的研究發表會！           | 羽原大介 | 山吉康夫                   | 河野宏之   | 田中里綠                 | 5月29日       |
| 18   |                  | 露營囉！唯一可靠的是爸爸？                   | 影山由美 | 山田徹                     |            | 飯島由樹子               | 6月5日        |
| 19   |                  | 小光很煩惱！渚怎麼可能轉學呢                 | 清水東   | 岩井隆央                   | 川村敏江   | 杉浦正一郎               | 6月12日       |
| 20   |                  | 流淚的道別？莉奈的狸貓故事！                 | 羽原大介 | 矢部秋則                   | 青山充     | 飯島由樹子               | 6月26日       |
| 21   |                  | 怎麼樣?怎麼辦?禁忌的相遇                     | 成田良美 | 座古明史                   | 為我井克美 | 倉橋隆                   | 7月3日        |
| 22   |                  | 恐怖的拜倫!被逼到走投無路的光之美少女        | 清水東   | 小村敏明                   | 東美帆     | 杉浦正一郎               | 7月10日       |
| 23   |                  | 擊退黑暗勢力!重獲希望的全新力量              | 川崎良   | 川田武範                   | 生田目康裕 | 田中里綠                 | 7月17日       |
| 24   |                  | 青春活力全開!友華學姐和渚的山頂對決          | 影山由美 | 山吉康夫                   | 高橋任治   | 飯島由樹子               | 8月7日        |
| 25   |                  | 小光的夏天!莎娜耶的回憶                      | 川崎良   | 山田徹                     | 飯島秀一   | 杉浦正一郎               | 8月14日       |
| 26   |                  | 別認輸渚!每個人都是伴隨著煩惱長大的          | 清水東   | 岩井隆央                   | 河野宏之   | 田中里綠                 | 8月21日       |
| 27   |                  | 把剩下的作業解決掉!梨子，暴風雨與薩凱那!!    | 羽原大介 | 矢部秋則                   | 青山充     | 倉橋隆                   | 8月28日       |
| 28   |                  | 菲諾奈學院大恐慌!淘氣公主驅邪除魔            | 川崎良   | 小村敏明                   | 川村敏江   | 飯島由樹子               | 9月4日        |
| 29   |                  | 真的假的?保倫的保姆大作戰!                   | 清水東   | 川田武範                   | 東美帆     | 杉浦正一郎               | 9月11日       |
| 30   |                  | 加油露露!編織未來的光的力量                  | 羽原大介 | 山吉康夫                   | 生田目康裕 | 行信三                   | 9月18日       |
| 31   |                  | 拜倫復活!用團隊精神化險為夷!!                | 清水東   | 座古明史                   | 高橋任治   | 田中里綠                 | 9月25日       |
| 32   |                  | 對抗黑暗勢力!這個世界上最重要的笑容!!        |          | 山田徹                     | 青山充     | 杉浦正一郎               | 10月2日       |
| 33   |                  | 鼓起勇氣!渚波濤洶湧的生日會                  | 川崎良   | 岩井隆央                   | 飯島秀一   | 保坂有美                 | 10月9日       |
| 34   |                  | 旅行!夥伴!畢業旅行~薩凱那?                   | 影山由美 | 矢部秋則                   | 河野宏之   | 飯島由樹子               | 10月16日      |
| 35   |                  | 真的有危險的畢業旅行！回憶散發出危險的味道   | 羽原大介 | 大塚隆史                   | 川村敏江   | 杉浦正一郎               | 10月23日      |
| 36   |                  | 讓我們回家吧！保倫和露露的大冒險             | 成田良美 | 川田武範                   | 東美帆     | 行信三                   | 10月30日      |
| 37   |                  | 渚飛躍！穗乃香飛舞！志穗全力以赴的大舞台！   | 清水東   | 山吉康夫                   | 高橋任治   | 田中里綠                 | 11月13日      |
| 38   |                  | 再見了穗乃香！？彼此的牽絆永遠都在！         | 羽原大介 | 伊藤尚往                   | 生田目康裕 | 行信三                   | 11月20日      |
| 39   |                  | 盡情的燃燒！充滿青春的長曲棍球決賽！         | 川崎良   | 山田徹                     | 飯島秀一   | 杉浦正一郎               | 11月27日      |
| 40   |                  | 他們兩個最棒！威力全開的渚和亮太！           |          | 岩井隆央                   | 青山充     | 行信三                   | 12月4日       |
| 41   |                  | 大膽送給他！需要鼓起勇氣的禮物！             | 影山由美 | 門由利子                   | 川村敏江   | 飯島由樹子               | 12月11日      |
| 42   |                  | 冰上的戀人們！小心滑倒好危險！               | 川崎良   | 矢部秋則                   | 河野宏之   | 行信三                   | 12月18日      |
| 43   |                  | 最後的寒假！特別課程薩凱那！                 | 影山由美 | 川田武範                   | 東美帆     | 飯島由樹子               | 12月25日      |
| 44   |                  | 小光消失的日子！尋找明天的日子！             | 清水東   | 山吉康夫                   | 高橋任治   | 行信三                   | 2006年 1月8日 |
| 45   |                  | 無限的黑暗！永遠的光明                       | 成田良美 | 座古明史                   | 生田目康裕 | 飯島由樹子               | 1月15日       |
| 46   |                  | 自我犧牲的全面攻擊！黑暗戰士的最強威力！！   | 清水東   | 伊藤尚往                   | 飯島秀一   | 杉浦正一郎               | 1月22日       |
| 47   |                  | 開啟大門！從這一刻開始的故事！               | 羽原大介 | 西尾大介                   | 川村敏江   | 行信三                   | 1月29日       |

### 製作人員
- 原作：東堂泉
- 連載：講談社
  - 漫畫： 上北雙子
- 系列構成：川崎良
- 音樂：佐藤直紀
- 製作擔當：坂井和男
- 美術設計：行信三
- 色彩設計：澤田豐二
- 角色設計：稻上晃
- 系列導演：西尾大介
- 製作人：大野逸雄（ＡＢＣ）、龜田雅之（ＡＢＣ）、鶴崎（ADK）、鷲尾天（東映動畫）
- 台灣配音領班：吳信熹

### 主題曲
近年的動畫主題曲幾乎都是起用流行歌手的歌曲，但本作卻使用了像是古早動畫一般，在歌詞中不斷連唱主角名字的主題曲，這一點也獲得不少好評。

### 光之美少女
原作
片頭曲
作詞：青木久美子／作曲：小杉保夫／編曲：佐藤直紀／主唱：五條真由美
片尾曲
作詞：青木久美子／作曲：佐藤直紀／編曲：佐藤直紀／主唱：五條真由美
台灣
片頭曲
作曲：小杉保夫／編曲：佐藤直紀／主唱：艾摩新
片尾曲
作曲、編曲：佐藤直紀／主唱：艾摩新
香港
片頭曲『光之美少女』（改編自）
作曲：小杉保夫／作詞：陳歷恒／編曲：藝琛／主唱：Twins
TVB《2006年兒歌金曲頒獎典禮》得獎歌曲

### 光之美少女 Max Heart
原作
片頭曲
作詞：青木久美子　作曲：小杉保夫　編曲：佐藤直紀　主唱：五條真由美
前期片尾曲（第1話～第36話）
作詞：青木久美子　作曲／編曲：佐藤直紀　主唱：五條真由美
後期片尾曲（第37話～第47話）
作詞：青木久美子　作曲：間瀨公司　編曲：佐藤直紀　主唱：五條真由美
台灣
片頭曲
作曲：小杉保夫／編曲：佐藤直紀／主唱：艾摩新
片尾曲
作曲／編曲：佐藤直紀　主唱：艾摩新
香港
片頭曲『光之美少女』（改編自）
作曲：小杉保夫／作詞：陳歷恒／編曲：藝琛／主唱：Twins

### 中文配音資料
※註：台灣曼迪傳播推出的《光之美少女Max Heart》第一部劇場版DVD（中日雙語版）的台灣版本配音人員與TV版第二季相同。
| 角色                     | 香港配音員                                                 | 台灣配音員                                                    |
| ------------------------ | ---------------------------------------------------------- | ------------------------------------------------------------- |
| 美墨渚（黑天使）         | 程文意（TV版）、黃淑芬（DX、DX2）、張頌欣（Happiness報幕） | 雷碧文（TV版）、汪世瑋（劇場版2）                             |
| 雪城穗乃香（白天使）     | 鄭麗麗                                                     | 林美秀（TV版）、龍顯蕙（劇場版2）                             |
| 九條光（夏妮露米納斯）   | 林元春（TV版、Happiness報幕）、羅孔柔（DX、DX2）           | 楊凱凱（TV版）、林美秀（劇場版2）                             |
| 美波                     | 黎桂芳（第一季）、許盈（第二季）                           | 劉如蘋（TV版第一季）、楊凱凱（TV版第二季）、龍顯蕙（劇場版2） |
| 米波                     | 林雅婷（第一季）、何璐怡（第二季）                         | 龍顯蕙（TV版）、林美秀（劇場版2）                             |
| 保倫                     | 曾佩儀（第一季）、曾秀清（第二季）、廖杏茵（DX）           | 龍顯蕙（TV版）、汪世瑋（劇場版2）                             |
| 露露                     | 曾佩儀（TV版）、吳羨婷（DX、DX2）                          |                                                               |
| 探索精靈                 | 張頌欣（第二季）                                           | 林美秀（第二季）                                              |
| 熱情精靈                 | 謝潔貞（第二季）                                           | 楊凱凱（第二季）                                              |
| 和諧精靈                 | 梁少霞（第二季）                                           |                                                               |
| 純真精靈                 | 雷碧娜（第二季）                                           |                                                               |
| 賈酷王（兒時）           | 沈小蘭（第二季）                                           |                                                               |
| 美墨岳（渚父）           | 李錦綸                                                     | 吳文民                                                        |
| 美墨理惠（渚母）         | 袁淑珍                                                     | 龍顯蕙                                                        |
| 美墨亮太（渚的弟弟）     | 蔡惠萍                                                     | 劉如蘋（第一季）、楊凱凱（第二季）                            |
| 雪城莎娜耶（穗乃香祖母） | 區瑞華                                                     | 龍顯蕙                                                        |
| 雪城文（穗乃香母親）     | 黃玉娟                                                     | 雷碧文                                                        |
| 高清水莉奈               | 謝潔貞                                                     | 林美秀（TV版）、龍顯蕙（劇場版2）                             |
| 久保田志穗               | 伍秀霞                                                     | 龍顯蕙（TV版）、林美秀（劇場版2）                             |
| 中川弓子                 | 朱妙蘭                                                     |                                                               |
| 小田島友華               | 何璐怡                                                     |                                                               |
| 越野夏子                 | 林元春                                                     |                                                               |
| 森京子                   | 沈小蘭                                                     |                                                               |
| 柏田真由                 | 陳凱婷                                                     |                                                               |
| 谷口聖子                 | 張頌欣                                                     |                                                               |
| 多幡奈緒                 |                                                            | 龍顯蕙                                                        |
| 竹之內吉美               | 曾佩儀                                                     | 龍顯蕙                                                        |
| 校長                     | 林國雄                                                     | 吳文民                                                        |
| 副校長                   | 馮錦堂                                                     | 黃天佑                                                        |
| 藤村省吾（藤P）          | 梁偉德                                                     | 吳文民（TV版）、何志威（劇場版2）                             |
| 藤田茜                   | 曾秀清                                                     | 林美秀（TV版）、汪世瑋（劇場版2）                             |
| 光之女王                 | 黃麗芳                                                     | 龍顯蕙                                                        |
| 長老                     | 譚炳文                                                     | 黃天佑                                                        |
| 光譜結晶守護者           | 區瑞華                                                     | 雷碧文                                                        |
| 賈酷王                   | 張炳強                                                     | 黃天佑（第一季）                                              |
| 維吉尼                   |                                                            | 劉如蘋（第一季）                                              |
| 皮薩德                   |                                                            | 吳文民（第一季）                                              |
| 怪力德                   |                                                            | 黃天佑（第一季）                                              |
| 拉卡斯                   |                                                            | 黃天佑（第二季）                                              |
| 奇拉斯                   |                                                            | 吳文民（第二季）                                              |

### 電視節目的變遷
| 日本朝日放送 星期日 08:30-09:00節目 | 日本朝日放送 星期日 08:30-09:00節目                                                                                     | 日本朝日放送 星期日 08:30-09:00節目 |
| ----------------------------------- | --- | ----------------------------------- |
|                                     | 光之美少女 （第1期） （2004年2月1日 - 2005年1月30日） ↓ 光之美少女 Max Heart （第2期） （2005年2月6日 - 2006年1月29日） |                                     |
|                                     | 光之美少女Splash Star                                                                                                   |                                     |

| 香港 翡翠台 星期日 09:00-09:30節目                                                               | 香港 翡翠台 星期日 09:00-09:30節目                                                          | 香港 翡翠台 星期日 09:00-09:30節目                                               |
| ------------------------------------------------------------------------------------------------ | ------------------------------------------------------------------------------------------- | -------------------------------------------------------------------------------- |
|                                                                                                  | 光之美少女 （第1期） （2006年7月16日 - 2007年7月22日）                                      |                                                                                  |
| 家燕媽媽                                                                                         | 甲蟲王者                                                                                    |                                                                                  |
| 香港 翡翠台 星期二、三 17:15-17:50節目 3月11日起改為17:15-17:45播出                              |                                                                                             |                                                                                  |
| 衝鋒21                                                                                           | 光之美少女 Max Heart （第2期） （2007年10月23日 - 2008年4月1日）                            | 俏皮劍俠小紅帽                                                                   |
| 香港 翡翠台 星期一至五 15:45-16:15節目 8月8日播出時間為15:30-15:55                               |                                                                                             |                                                                                  |
| 魔界女王候補生                                                                                   | 光之美少女 第1期，第1-42集 （2008年6月10日 - 2008年8月8日）                                 | 北京奧運下午直擊                                                                 |
| 香港 翡翠台 星期一至五 09:30-10:00節目                                                           |                                                                                             |                                                                                  |
| 俏皮劍俠小紅帽 第37-39集                                                                         | 光之美少女 第1期，第43-48集 （2008年8月14日 - 2008年8月21日）                               | 北京奧運上午直擊                                                                 |
| 香港 翡翠台 星期日 09:00-09:30節目                                                               |                                                                                             |                                                                                  |
| 怪傑佐羅力                                                                                       | 光之美少女 第1期，第49集 （2008年8月24日）                                                  | 忍者亂太郎                                                                       |
| 香港 翡翠台 星期一至五 15:45-16:15節目 2009年7月7日停播                                          |                                                                                             |                                                                                  |
| 奇幻魔法Melody                                                                                   | 光之美少女 Max Heart （第2期） （2009年5月4日 - 2009年7月9日)                               | 奇幻冒險                                                                         |
| 香港 翡翠台 星期三 10:50-12:35節目                                                               |                                                                                             |                                                                                  |
| 多啦A夢大電影:雲之國 2008年12月23日 10:50-12:45多啦A夢大電影:天方夜譚 2008年12月30日 10:50-12:45 | 光之美少女-秘密花園 電影版 （2008年12月24日）光之美少女-鳳凰戰記 電影版2 （2008年12月31日） | 我們這一家大電影 2008年12月25日 10:30-12:50哈爾移動城堡 2009年1月1日 10:20-12:50 |

| 香港 無線兒童台 星期六 06:00-07:00節目     | 香港 無線兒童台 星期六 06:00-07:00節目                | 香港 無線兒童台 星期六 06:00-07:00節目 |
| ------------------------------------------ | ----------------------------------------------------- | -------------------------------------- |
|                                            | 光之美少女 （第1期） （2013年2月16日 - 2013年8月3日） |                                        |
| 糖果小精靈 ↓ 小蜜蜂 勇氣的旋律 06:00-07:55 | 童話公主                                              |                                        |

| TVB WINDOW 星期一至五 07:00－07:30 節目 | TVB WINDOW 星期一至五 07:00－07:30 節目     | TVB WINDOW 星期一至五 07:00－07:30 節目 |
| --------------------------------------- | ------------------------------------------- | --------------------------------------- |
|                                         | 光之美少女 （2013年11月29日－2014年2月5日） |                                         |
| 網絡小精靈                              | 星光少女                                    |                                         |

| 台灣 東森幼幼台 星期日 15:30-16:40節目 | 台灣 東森幼幼台 星期日 15:30-16:40節目                | 台灣 東森幼幼台 星期日 15:30-16:40節目 |
| -------------------------------------- | ----------------------------------------------------- | -------------------------------------- |
|                                        | 光之美少女 Max Heart電影版 鳳凰傳說 （2010年2月21日） |                                        |
| 決戰時空之塔 15:00-17:00               | 柯南推理特映場 15:30-17:00                            |                                        |

## 劇場版
由於電視版大受好評，東映在2005年初公佈首部劇場版。又因首部劇場版獲得佳績，2005年末時趁勢推出第二部。

### 電影 光之美少女 Max Heart
Max Heart
無電視播放時譯名：光之美少女－秘密花園

2005年4月16日在日本上映。
2007年7月6日在台灣上映。

#### 故事簡介
在某個晴朗的日子裡，不明的蒙面敵人分散出七個黑影攻擊光之美少女們。原來是來自希望之園（Garden of Hope）的七個戰士，想測試光之美少女的能力，想請她們守護希望之園的鑽石鏈。不料，魔女竟趁著光之美少女分心時從天空襲擊而來，光之美少女與希望之園的七位戰士的戰鬥即將展開…

#### 登場人物
希望之園的女王（Queen of the Garden of Hope）
配音：工藤静香（日本）；陸惠玲（香港）
請求光之美少女協助守護希望之園的鑽石鏈。
希望之園的王子（Prince of the Garden of Hope）
配音：岸尾大輔（日本）；梁偉德（香港）
長得有點像藤村，一直協助與魔女戰鬥而負傷的小光。
管家（Butler）
配音：園部啟一（日本）；黃子敬（香港）
希望之園女王的管家，長得有點像山羊。
希望之園的七位戰士
外表像青蛙，負責守護鑽石鏈。
拉溫德（Round）
配音：野沢雅子（日本）；林丹鳳（香港）
紅色的青蛙，為七位戰士的領導者。
斯奎阿（Square）
配音：松岡洋子（日本）；袁淑珍（香港）
藍色的青蛙，起初非常不悅女王請光之美少女協助守護希望之園的鑽石鏈，常常與渚吵嘴。
馬基斯（Marquise）
配音：川田妙子（日本）；張頌欣（香港）
粉紅色的青蛙，七位戰士中年紀最小的，與保倫成為了朋友。 跟著光之美少女前去挑戰魔女，並一度被認為已經犧牲。
奧瓦爾（Oval）
配音：野田順子（日本）；伍秀霞（香港）
黃色的青蛙，身型較大，操一口大阪腔。
哈特（Heart）
配音：赤江珠緒（日本）；陸惠玲（香港）
橙色的青蛙。
佩爾（Pair）
配音：中山紗良（日本）；楊善諭（香港）
綠色的青蛙。
托利里安特（Trilliant）
配音：菊池心（日本）；黃玉娟（香港）
紫色的青蛙，戴著眼鏡，經常帶著一本書，七位戰士中最博學的。
暗之領域魔女／迪比露（Dark Witch）
配音：勝生真沙子（日本）；劉如蘋（DX3）（台灣）；雷碧娜（香港）
從闇之領域來的邪惡魔女，妄圖奪取希望之園的鑽石鏈並毀滅希望之園，在賈酷王復活之前控制全世界，最終被光之美少女們擊敗。
後來在DX3中復活，與弗利茲、弗洛茲聯手交戰雪天使、舞天使、冰天使、水天使、苺天使、海洋天使和節奏天使，最後超獸化被黑天使與白天使／雪天使以光之美少女 亮晶晶黑白迴轉Max再度消滅。
名稱“迪比露”源自於英文「魔鬼（Devil）」。

#### 主題曲
片頭曲『DANZEN!（Ver. Max Heart）』
片尾曲
作詞：前田　作曲・編曲：h-wonder　主唱：工藤靜香
插曲
作詞：六之見純代　作曲：淺田直　編曲：加藤　主唱：五條真由美
台灣
片頭曲『光之美少女（Ver. Max Heart）』（改編自『DANZEN!（Ver. Max Heart）』）
作曲：小杉保夫／編曲：佐藤直紀／主唱：艾摩斯
片尾曲『心的力量』
作詞：前田　作曲・編曲：h-wonder　主唱：工藤靜香
插曲『希望之淚 ~Tears for tomorrow~』
作詞：六之見純代　作曲：淺田直　編曲：加藤　主唱：五條真由美

#### 製作群
- 監督：志水淳兒
- 劇本：羽原大介
- 人物設定：稻上晃、為我井克美
- 作畫監督：為我井克美、青山充

### 電影 光之美少女 Max Heart 2 雪空的朋友
- 2005年12月10日在日本上映。
- 台灣於2010年2月21日在東森幼幼台播放時譯名：光之美少女電影版－鳳凰傳說
- 香港於2008年12月31日在翡翠台播放時譯名：光之美少女－鳳凰戰記，并於2009年12月29日在翡翠台重播。[7]

#### 故事簡介
和同學們到下雪的山上度假的渚、穗乃香、小光，因為小光撿到鳳凰蛋，而進入雲之園（Garden of Clouds），為了從黑暗戰士手中保護朋友－傳說之鳥「鳳凰」，勇敢挺身而出，並冒險跑上冰之塔。

#### 登場人物
雲之園是鳳凰的家，全部都被厚厚的雲層包圍，總是漂浮在天空中，只有用巨大藤蔓才能從外面進入。居民大多為飛鼠。
鳳凰
鳳凰又被稱為「太陽鳥」，是非常尊貴的鳥。鳳凰的存在可讓所有世界得到溫暖，人心有平安。鳳凰在生命結束之前會生下一顆「七色之蛋」。從唯一的一顆蛋孵出來時為雛鳥，經培育等保護之下成長為美麗的鳳凰之鳥，其外貌、體型等皆改變，維持世界和平的能力也較幼時強。因世上只有一隻鳳凰，若是鳳凰發生意外，全世界就會陷入黑暗與寒冷之中。
日向（Hinata）
配音：千千松幸子（日本）；林美秀（台灣）；張頌欣（香港）
在美墨渚一行人到雪山遊玩時左右所誕生的七色之蛋，在特殊原因下掉落在滑雪場，被小光發現撿回後孵出。因身體十分溫暖像在向陽處，而被取名為「日向」。回到雲之園之後被冰凍人捉到冰之塔，所以身體虛弱，為了幫助光之美少女們打敗冰凍人，給予她們鳳凰之力，進而昏迷。最後在光之美少女與夏妮露米納斯等人協助下甦醒成為鳳凰之鳥，而和光之美少女們道謝離別。
老師（Sage）
配音：青野武（日本）；何志威（台灣）；譚炳文（香港）
雲之園的長老，隨身拿著雲朵般的東西。個性迷糊，喜歡講冷笑話。本來想和姆達前往光之園拜託女王為鳳凰祈福，卻在途中失手，將蛋從手中滑落掉在滑雪場上。擁有巨大藤蔓的種子，使光之美少女們進入雲之園，也讓夏妮露米納斯進入冰之塔。冰凍人出現時，與夏妮露米納斯行動。
姆達（Muta）
配音：野澤雅子（日本）；龍顯蕙（台灣）；袁淑珍（香港）
雲之園的飛鼠之一，是老師的跟班。本來想和老師前往光之園拜託女王為鳳凰祈福，卻在途中發生蛋滑落之意外。與老師帶領光之美少女們進入雲之園，冰凍人出現時，與夏妮露米納斯行動。
弗利茲（Freezen）
配音：草尾毅（日本）；何志威（劇場版2）、陳彥鈞（DX3）（台灣）；黃啟昌（香港）
弗洛茲（Frozen）
配音：檜山修之（日本）；吳文民（劇場版2）、李景唐（DX3）（台灣）；陳卓智（香港）
從闇之領域來的黑暗冰凍人二人組。兩人企圖冰凍一切，與迪比露同樣在賈酷王復活之前控制全世界。將日向困在自己創造的冰之塔天守閣的冰柱（漫畫為冰鳥籠）之中，一心想讓日向被冰凍斷氣。另一方面，在光之美少女們的心中植入冰晶以控制心智，使彼此決鬥。二人認為彼此是世界第一的搭檔，不過最後因意見不合而被光之美少女們擊敗。
後來在DX3中復活，與暗之領域魔女／迪比露聯手交戰雪天使、舞天使、冰天使、水天使、苺天使、海洋天使和節奏天使，最後被旋律天使與節奏天使以光之美少女 熱情和聲再度消滅。
名稱源自於英文「冰凍（Freeze、Froze）」。
必殺技
冰凍暴風雪（Freezing Blizzard）
兩人彼此握住一隻手，兩人的另一隻手釋放出強烈的暴風，使萬物結冰。

#### 主題曲
片頭曲『DANZEN!（Ver. Max Heart）』
片尾曲『請愛我笑話100次』
作詞／作曲：[[淳君|　編曲：高橋諭一　主唱：Berryz工房
插曲 『Crystal』
作詞：大森洋子　作曲：nishi-ken　編曲：樫原伸彥　主唱：五條真由美

#### 製作群
- 監督：志水淳兒
- 劇本：成田良美
- 人物設定：稲上晃、為我井克美
- 作畫監督：為我井克美

### All Stars 系列電影
主條目：All Stars 系列電影
光之美少女 All Stars DX 大家都是朋友☆奇蹟的全員大集合！
光之美少女 All Stars DX2 希望之光☆守護彩虹寶石！
光之美少女 All Stars DX3 傳達到未來！連結世界☆彩虹之花！
光之美少女 All Stars New Stage 未來的朋友
光之美少女 All Stars New Stage2 心之朋友
光之美少女 All Stars New Stage3 永遠的朋友
光之美少女 All Stars 春之嘉年華♪
光之美少女 All Stars 大家歌唱吧♪奇跡的魔法！
HUG！光之美少女♡光之美少女 All Stars Memories
光之美少女 All Stars F

### Miracle Universe
主條目：Miracle Universe
光之美少女 Miracle Universe

## 延伸性續集
- 希望之力～成年光之美少女'23～（於第11話至第12話出場）

## 軼聞
動漫作品《銀魂》、《SKET DANCE》及《女子落》曾惡搞此作品。
另在導演新海誠的天氣之子及鈴芽之旅裡，戲仿主角兩人的角色亦有出現。

## 外部連結
- 光之美少女（页面存档备份，存于）（東映動畫）
- 光之美少女 Max Heart（页面存档备份，存于）（東映動畫）
- 光之美少女 Max Heart（页面存档备份，存于）（ABC）
- 電影 光之美少女 Max Heart（页面存档备份，存于）
- 電影 光之美少女 Max Heart 2　雪空的朋友（页面存档备份，存于）
- 電影 光之美少女 Max Heart（页面存档备份，存于）（曼迪傳播）
- 光之美少女（页面存档备份，存于）（曼迪傳播）
- 遊戲 光之美少女 不可能！夢之園是大迷宮！（页面存档备份，存于）（日本BANDAI）
- 遊戲 光之美少女 Max Heart 什麼？不會吧！？竟然在遊樂園中決戰？（页面存档备份，存于）（日本BANDAI）